# Jastrzębska Spółka Węglowa

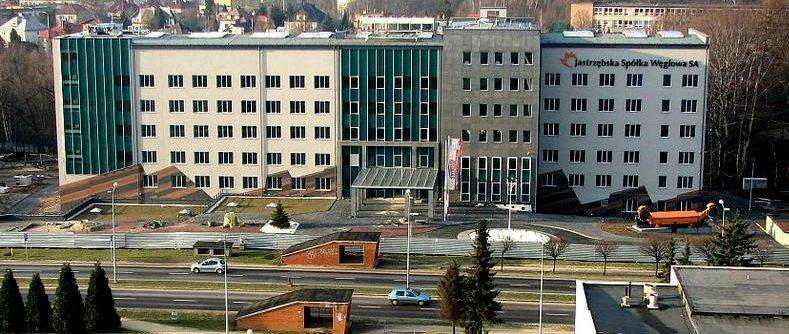
Konzernzentrale in Jastrzębie-Zdrój

Jastrzębska Spółka Węglowa ist ein börsennotierter polnischer Kokskohleproduzent mit Sitz in Jastrzębie-Zdrój in der Woiwodschaft Schlesien.
Die Aktivitäten des Unternehmens sind in zwei Sektoren unterteilt: Kohle, einschließlich Gewinnung und Verkauf von Steinkohle; und Koks, einschließlich Produktion und Verkauf von Koks und Kohlederivaten.
Darüber hinaus befasst sich das Unternehmen mit dem Abbau von Erdgas sowie der Erzeugung, Übertragung und Verteilung von Elektrizität. Die Produkte des Unternehmens werden unter anderem im Inland sowie in Deutschland, Österreich, der Tschechischen Republik, der Slowakei, Rumänien und Ungarn verkauft. 
Das Unternehmen betreibt fünf Bergwerke: Borynia-Zofiówka, Budryk, Jas-Mos, Krupiński und Pniówek.
Die Gesellschaft JSW Capital Group ist eine Muttergesellschaft von verschiedenen Kapitalgesellschaften.
Das Unternehmen ist der größte Hersteller von Hartkokskohle in der Europäischen Union und einer der führenden Hersteller von Stahlschmelzkoks. Rund 50 Prozent der produzierten Kokskohle werden in konzerneigenen Kokereien verarbeitet. 
Im Jahr 2019 wurden in den Anlagen des JSW-Konzerns insgesamt 14,8 Millionen Tonnen Kohle und 3,2 Millionen Tonnen Koks produziert.
Die Gruppe ist einer der größten Arbeitgeber in Polen. Ende 2019 beschäftigte sie insgesamt 30.629 Mitarbeiter, davon mehr als 22.000 in der Kohlegesellschaft Jastrzębska selbst.
Die Aktie des Unternehmens wird seit 2011 an der Warschauer Wertpapierbörse gehandelt und ist seit dem 25. März 2025 im polnischen Mittelwerteindex mWIG40 enthalten.

## Geschichte
Jastrzębska Spółka Węglowa wurde im April 1993 als eines der sieben damals tätigen Kohleunternehmen gegründet. Es bestand aus sieben unabhängigen Bergbauunternehmen.
Im Dezember 2020 äußerte der Vorstandsvorsitzende des Unternehmens, Włodzimierz Hereźniak, das Unternehmen in den folgenden Monaten umbenennen zu wollen, damit „Finanzinstitutionen uns nicht mit Kohle identifizieren“. Ferner sei das Unternehmen bereits seit mehreren Jahren nicht mehr ausschließlich auf die Kohleproduktion fokussiert, sondern auch als Hersteller von Ausgangsstoffen für das Hüttenwesen sowie als Hersteller chemischer Grundstoffe, die bei der Verkokung als Nebenprodukte entstehen, aktiv.

## Aktionärsstruktur
Das Grundkapital der Gesellschaft beträgt 587.057.980,00 Złoty und verteilt sich auf 117.411.596 Aktien der Serien A bis D zum Nennwert von je 5,00 Złoty.:60
| Aktionär         | Anzahl gehaltener Aktien | Anteil am Grundkapital | Stimmrechtsanteil |
| ---------------- | ------------------------ | ---------------------- | ----------------- |
| Polnischer Staat | 64.775.542               | 55,16 %                | 55,16 %           |
| Streubesitz      | 52.536.054               | 44,84 %                | 44,84 %           |